# Kamata Jiro
Kamata Jiro (鎌田 次郎 Kamata Jirō, sinh ngày 28 tháng 7 năm 1985 ở Ōta, Tokyo) là một cầu thủ bóng đá người Nhật Bản hiện tại thi đấu cho Kashiwa Reysol.

## Thống kê sự nghiệp câu lạc bộ
Cập nhật đến ngày 23 tháng 2 năm 2018.
| Thành tích câu lạc bộ | Thành tích câu lạc bộ  | Thành tích câu lạc bộ | Giải vô địch | Giải vô địch | Cúp                   | Cúp                   | Cúp Liên đoàn | Cúp Liên đoàn | Châu Á  | Châu Á    | Tổng cộng | Tổng cộng |
| Mùa giải              | Câu lạc bộ             | Giải vô địch          | Số trận      | Bàn thắng    | Số trận               | Bàn thắng             | Số trận       | Bàn thắng     | Số trận | Bàn thắng | Số trận   | Bàn thắng |
| Nhật Bản              | Nhật Bản               | Nhật Bản              | Giải vô địch | Giải vô địch | Cúp Hoàng đế Nhật Bản | Cúp Hoàng đế Nhật Bản | J. League Cup | J. League Cup | AFC     | AFC       | Tổng cộng | Tổng cộng |
| --------------------- | ---------------------- | --------------------- | ------------ | ------------ | --------------------- | --------------------- | ------------- | ------------- | ------- | --------- | --------- | --------- |
| 2005                  | Đại học Kinh tế Ryutsu | JFL                   | 2            | 0            | -                     | -                     | -             | -             | -       | -         | 2         | 0         |
| 2006                  | Đại học Kinh tế Ryutsu | JFL                   | 2            | 0            | 0                     | 0                     | -             | -             | -       | -         | 2         | 0         |
| 2006                  | Kashiwa Reysol         | J2 League             | 15           | 0            | 0                     | 0                     | -             | -             | -       | -         | 15        | 0         |
| 2007                  | Đại học Kinh tế Ryutsu | JFL                   | 6            | 0            | 1                     | 0                     | -             | -             | -       | -         | 7         | 0         |
| 2008                  | Kashiwa Reysol         | J1 League             | 26           | 1            | 0                     | 0                     | 5             | 1             | -       | -         | 31        | 2         |
| 2009                  | Kashiwa Reysol         | J1 League             | 11           | 0            | 0                     | 0                     | 4             | 0             | -       | -         | 15        | 0         |
| 2010                  | Vegalta Sendai         | J1 League             | 27           | 2            | 8                     | 0                     | 0             | 0             | -       | -         | 35        | 2         |
| 2011                  | Vegalta Sendai         | J1 League             | 33           | 1            | 3                     | 0                     | 4             | 0             | -       | -         | 40        | 1         |
| 2012                  | Vegalta Sendai         | J1 League             | 31           | 3            | 1                     | 0                     | 5             | 0             | -       | -         | 37        | 3         |
| 2013                  | Vegalta Sendai         | J1 League             | 29           | 0            | 3                     | 0                     | 2             | 0             | 3       | 0         | 37        | 0         |
| 2014                  | Vegalta Sendai         | J1 League             | 31           | 2            | 1                     | 0                     | 6             | 1             | -       | -         | 38        | 3         |
| 2015                  | Vegalta Sendai         | J1 League             | 25           | 1            | 4                     | 0                     | 4             | 1             | -       | -         | 33        | 2         |
| 2016                  | Kashiwa Reysol         | J1 League             | 16           | 0            | 1                     | 0                     | 4             | 0             | -       | -         | 21        | 0         |
| 2017                  | Kashiwa Reysol         | J1 League             | 15           | 0            | 1                     | 0                     | 3             | 0             | -       | -         | 19        | 0         |
| Tổng                  | Tổng                   | Tổng                  | 269          | 11           | 23                    | 0                     | 37            | 3             | 3       | 0         | 337       | 14        |